# Castellana Sicula

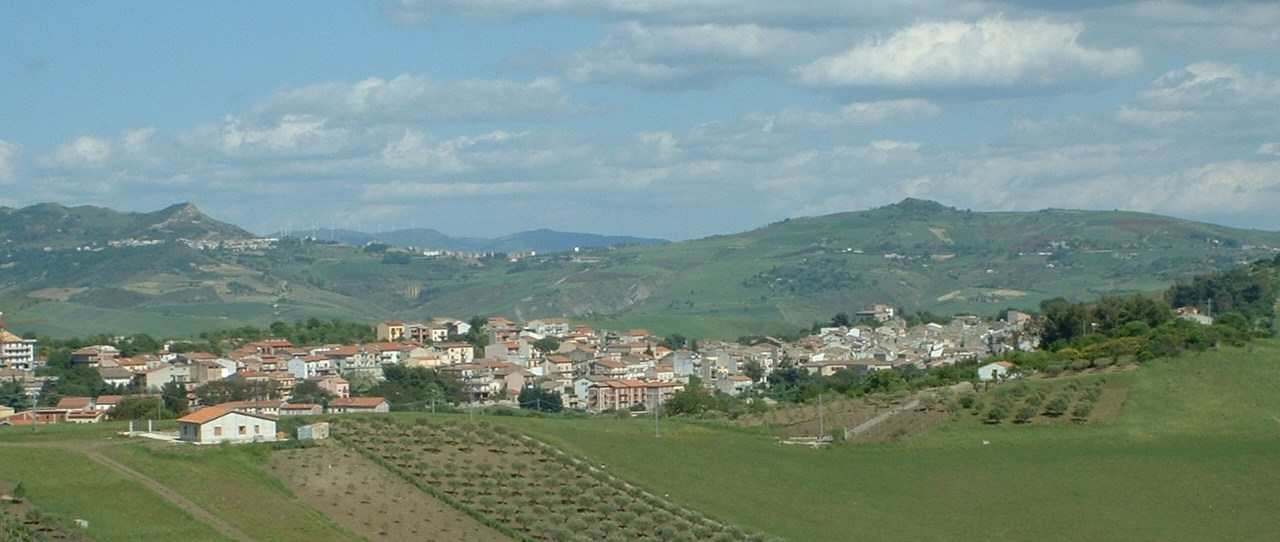
Panorama

Castellana Sicula ist eine Stadt der Metropolitanstadt Palermo in der Region Sizilien in Italien mit 2974 Einwohnern (Stand 31. Dezember 2023).

## Lage und Daten
Castellana Sicula liegt 99 km südöstlich von Palermo und 67 km südlich von Cefalù am Südhang des Monte San Salvatore. Die Einwohner arbeiten hauptsächlich in der Landwirtschaft und dem Tourismus.
Die Nachbargemeinden sind Petralia Sottana, Polizzi Generosa und Villalba (CL).

## Geschichte
Bis 1947 war Castellana Sicula ein Ortsteil von Petralia Sottana. Seitdem ist der Ort selbstständig.

## Sehenswürdigkeiten
- Kirche San Francesco di Paola, erbaut 1968